# BE-TV
BE-TV fue una productora de contenido audiovisual televisivo de Colombia creada a finales del año 2008 por el Grupo Santo Domingo y liderada por Cristina Palacio.Teniendo experiencia en la producción de reality shows, series, telenovelas, game shows, películas de cine y documentales, especialmente para Caracol Televisión.

## Producciones
Algunas de las producciones que ha realizado y/o coproducido la compañía son:

### 2009
- El cartel (segunda temporada)
- Las muñecas de la mafia (primera temporada)[2]

### 2010
- Desafío 2010: La lucha de las regiones, el brazalete dorado

### 2011
- Infiltrados
- Millones por montones

### 2014
- Los secretos de Lucía
- Los años maravillosos